# ジャック・ナイフ (曲)
「ジャック・ナイフ」は、日本のバンドDOESの11作目のシングルである。2010年10月20日発売。発売元はキューンレコード。

## 概要
- 前作から半年ぶりのリリース。
- 初回盤のみ「独歩行脚～初歩的衝動編～」の千葉LOOKで行われたものを収録したDVD付き。

## 収録曲

### CD
1. ジャック・ナイフ
  - PSP専用ソフト「喧嘩番長5」テーマソング
  - テレビ東京系「JAPAN COUNTDOWN」エンディング・テーマ。
  - PVではメンバー同士が殴り合いの喧嘩をする場面が存在する。
2. ギンガムの街

全曲 - 作詞・作曲：氏原ワタル / 編曲：DOES

### 初回限定盤DVD
1. バクチ・ダンサー
2. ワンダー・デイズ
3. ビート・クラブ
4. サブタレニアン・ベイビー・ブルース
5. 色恋歌
6. 夜明け前
7. 薄明